# Ted Owens (người tiếp xúc UFO)
Ted Owens (1920 – 1987) là nhân vật người Mỹ tự xưng có tiếp xúc với UFO và sở hữu siêu năng lực di chuyển đồ vật bằng ý nghĩ.

## Tiểu sử
Ted Owens sở hữu chỉ số IQ ở mức thiên tài và là thành viên của Mensa, tin rằng những "sinh vật ngoài hành tinh" mà ông gọi là "Trí tuệ Không gian" đã tiến hành "phẫu thuật tâm linh" lên bộ não của ông hồi còn nhỏ cho phép ông tiếp nhận được các thông điệp thần giao cách cảm của những thực thể này. Ông còn tự coi mình là "nhà tiên tri UFO" và hay đem bản thân ra so sánh với Moses, xác nhận rằng siêu năng lực di chuyển đồ vật bằng ý nghĩ cho phép ông không chỉ dự đoán mà còn điều khiển cả sấm sét, bão tố, lốc xoáy, động đất và núi lửa. Thường tự xưng là "PK Man" (Siêu năng lực gia), Owens công khai trước dư luận rằng siêu năng lực được cho là của riêng ông là do những sinh vật ngoài hành tinh trao lại cũng chỉ nhằm mục đích kêu gọi sự chú ý đến những mối nguy hiểm mà vũ khí hạt nhân và ô nhiễm môi trường gây ra cho nhân loại.
Họa sĩ truyện tranh và nhà văn khoa học viễn tưởng Otto Binder đã viết rằng Owens từng bị hàng loạt tai nạn dẫn đến chấn thương não nghiêm trọng mà ông cảm thấy đây mới chính là nguyên nhân gây ra siêu năng lực khả nghi của Owens. Nhà cận tâm lý học Jeffrey Mishlove có viết một cuốn sách về Owens với nhan đề The PK Man: A True Story of Mind Over Matter (tạm dịch: Siêu năng lực gia: Câu chuyện có thật về tâm trí vượt lên vật chất), kèm lời tựa của John E. Mack.

## Tác phẩm
- How to Contact Space People, Ted Owens, Saucerian Press, 1969.
- Flying Saucer Intelligences Speak, Ted Owens, Saucerian Press, 1972.
- How You Can Communicate with UFO Space Intelligences, Ted Owens, Tạp chí Saga, 2012. (bản phát hành lại của cuốn How to Contact Space People xuất bản năm 1969)